# Закрита позиція танцю

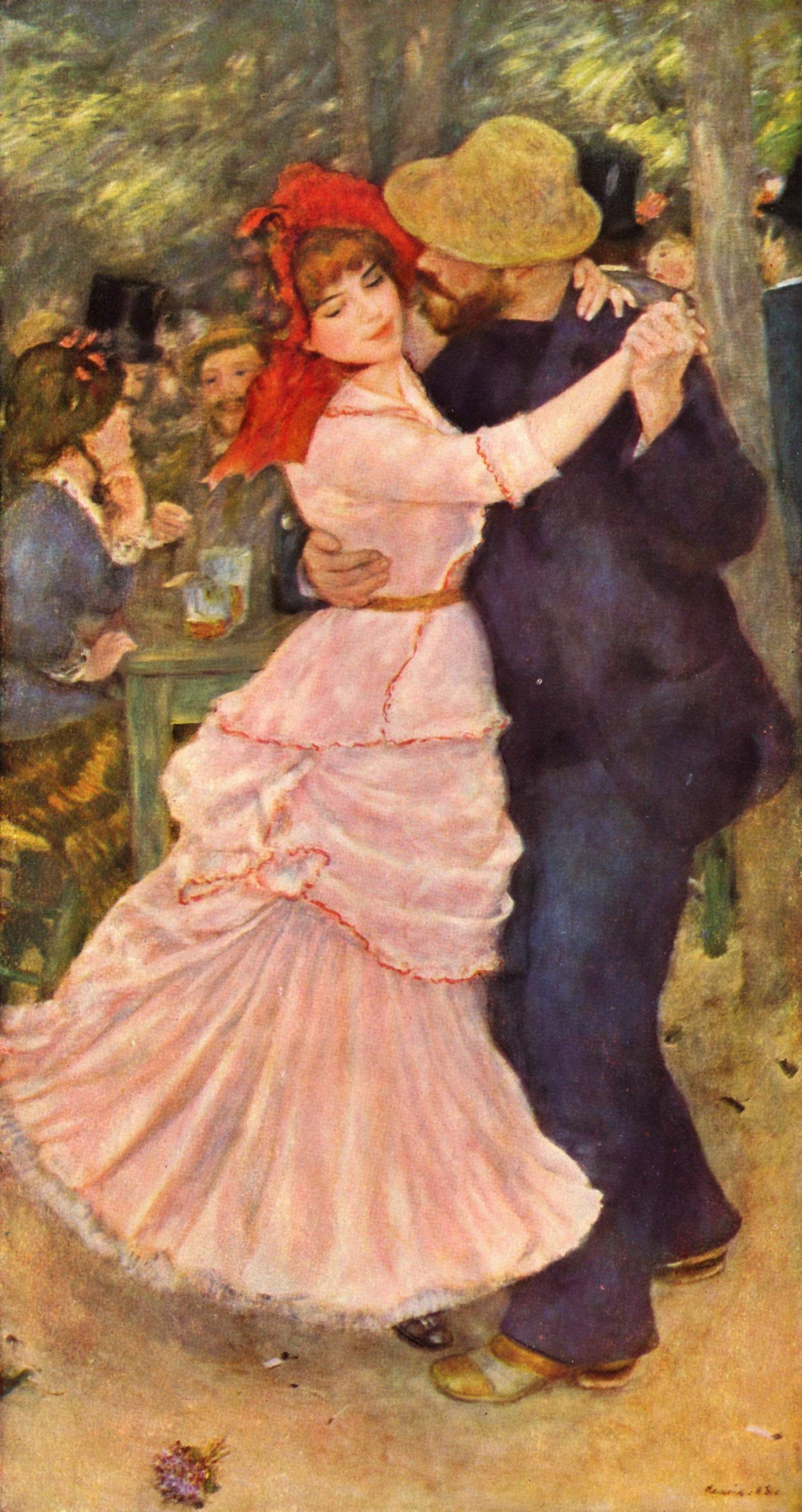

У парних танцях, закрита позиція  це категорія позицій, при яких партнери підтримують один одного, повернувшись обличчями один до одного.
Закриті позиції передбачають як дотик тілами так і підтримку партнерів, тобто ця позиція не обмежується стисканням рук. Якщо партнери почуваються затишно один з одним і танцювальний стиль це припускає, дотик тілами збільшує зв'язок між партнерами. Деякі танці, як от Бальбоа та Монастирської Крок виконуються тільки при тілесному контакті.
Найчастіше використовуваний вид закритого положення походить від вальсу і дуже широко застосовується в бальних танцях. Права рука того, хто веде, знаходиться на спині у того, кого ведуть, (або зрідка на лівому передпліччі поруч з плечем), її точне розташування на спині варіюється від талії до лівої лопатки. Ліва рука того, кого ведуть, знаходиться на правому плечі того, хто веде, або ж на передпліччі поруч з плечем. Дві вільні руки, складені долонею до долоні, розміщені приблизно біля грудей або на висоті плеча.
На відміну від бального стилю, у світських швидких викрутасах (або у темпі віденського вальсу) ліва рука того, кого ведуть, зазвичай повністю обвиває праве плече того, хто веде, у міцних та взаємних обіймах, що дозволяють щільно підтримувати партнера або ж просто доторкатись. Партнери по черзі та плавно підтримують один одного в пів-оберту таким чином, що тіло направлене вперед. При цьому рух тіл при безперервному повороті вправо перетворює їх у лінії у вигляді букви V. Подібну закриту позицію, коли партнери обома руками обіймають один одного, можна побачити у плавних поворотах польки та інших народних танців.